# ゆきゆきて、神軍
『ゆきゆきて、神軍』（ゆきゆきて、しんぐん）は、1987年公開の日本映画。太平洋戦争の飢餓地獄・ニューギニア戦線で生き残り、「神軍平等兵」と称して慰霊と戦争責任の追及を続けた奥崎謙三の言動を追うドキュメンタリー映画である。今村昌平 企画、原一男 監督。日本国内外で多くの賞を受賞した。
キャッチコピーは「知らぬ存ぜぬは許しません」。

## あらすじ
奥崎謙三は第二次大戦中に召集され、日本軍の独立工兵隊第36連隊の一兵士として激戦地ニューギニアへ派遣されていた元日本兵である。ジャングルの極限状態のなかで生き残ったのは、同部隊1,300名のうちわずか100名だった。復員後、奥崎は傷害致死で懲役10年の実刑判決を受けて服役。その後も1969年の一般参賀で、バルコニーに立つ昭和天皇に向かって「ヤマザキ、天皇を撃て」と叫びながらパチンコ玉を発射。懲役1年6ヶ月の実刑判決を受けて再び服役した。中古車販売やバッテリー商を営む彼の店舗のシャッターや街宣車には「田中角栄を殺すために記す」などの過激な文言が並ぶ。
1983年、60代を迎えた奥崎は自らが所属した第36連隊のウェワク残留隊で、終戦後に隊長による部下射殺事件があったことを知り、殺害された2人の兵士の親族とともに、処刑に関与したとされる元隊員たちを訪ねて真相を追い求める。すると、生き残った元兵士たちの口から戦後36年目にしてはじめて、人肉食を含む驚くべき事件の真実と戦争の実態が明かされる。元隊員たちは容易に口を開かず、中には発砲を否定する者もいたが、奥崎は時に暴力をふるいながら証言を引き出し、ある元上官が処刑命令を下したと結論づける。この間、元兵士の親族は途中で同行から降り、以後は関係者が（実際の身分は明かさずに）その代理を務めた。映像として記録されるのはこのシーンまでである。
映画の結末は、奥崎が元上官宅に改造拳銃を持って押しかけ、たまたま応対に出た元上官の息子に向け発砲し、殺人未遂罪などで逮捕されたことが字幕で紹介される。

## 出演者
- 奥崎謙三
- 奥崎シズミ（奥崎の妻、旧姓:石地）
- 崎本倫子

## スタッフ
- 監督：原一男
- 企画：今村昌平
- 製作：小林佐智子
- 撮影：原一男
- 録音：栗林豊彦
- 編集・構成：鍋島惇
- 演出助手：安岡卓治、大宮浩一
- 撮影助手：高村俊昭、平沢智
- 演出協力：徳永靖子、三宅雄之進
- 選曲：山川繁
- 効果：伊藤進一
- ネガ編集：神谷編集室
- タイトル：日映美術、8 - 8光映、にっかつスタジオセンター、IMAGICA
- 製作協力：今村プロダクション、残像舎 ほか

## 製作

### 企画から撮影まで
1981年12月、原一男は今村昌平から奥崎の1冊の著書を見せられる。それは、『田中角栄を殺すために記す』というタイトルの自費出版本であった。原は奥崎に直接会いたいというと、今村は「電話をかけておくから、これを渡しなさい」と言いながら、「原一男君を紹介します」と書き添えた自分の名刺を渡した。数日後、原は妻であり、疾風プロダクションプロデューサーの小林佐智子とともに神戸に向かった。
原は1982年に奥崎謙三に初めて会い、そのエネルギーに圧倒され、この人のドキュメンタリーを作ってみたいと考え、製作がスタートした。原は奥崎の著書や資料を読み漁り、それに出て来る関係者に取材した。宮城県、新潟県、広島県など各地で調査で回っていくうち、"部下の処刑事件"が分かってきた。結果的にこのエピソードが映画のメインになったが、最初の段階ではこのエピソードは本編の3分の1ぐらいの予定だった。途中からこの"処刑事件"をメインでやろうと決めた。実際の事件は、戦争当時の話でもあり、証言も食い違い、真実はヤブの中になるだろうという予感はあったが、元兵士たちの過去の話、奥崎が未来へ向けてどう変わっていくか、自分たちと付き合うことによってどんな生き方に今後なるのか、リアルタイムのエピソードをドキュメンタリーで追う、という大まかなプランを立てた。カメラを回す前に原と奥崎は何度か打ち合わせをした。ドキュメンタリーのため、当然シナリオはないが、これを基にやっていこうというプロットは作成している。

### 撮影
撮影は1982年初頭から1983年春にかけて行われた。監督の原がカメラも兼ねた。撮影が進んだある日、奥崎が撮影したフィルムと原が編集したフィルムを較べたいと言い出した。生理的に逆なでされた気分になった原は非常に不愉快で、「奥崎さん、監督をなさりたいなら、自分でスタッフを集めて、どうぞ自由に撮って下さい。僕らは降ります」と言ったら、奥崎が「いえいえ、監督は原さんで結構です」と矛を収めた。またある段階から「自分のやっている事、全部撮影して欲しい」と言い出した。16mmは高いので「オレはアンタの単なる随行記録班じゃないんだ、何を取るかはこっちが決めるんだ」と言い返した。最大の危機が奥崎がどうしてもラッシュを見せろというので仕方なく、当たり障りのないシーンを1時間ぐらい繋いで見せたとき。奥崎がそのラッシュフィルムに感動して「原さんは何てダメな方なんでしょうとか何度も言いましたが、もう二度と映画をやめるなんて口が裂けても言いません」と言った後、奥崎から「ちょっと相談があるんですが」と言われ、別室で奥崎から「私は古清水さんを殺す決心をしました。是非、原さんにそのシーンを撮って頂きたいんです。これは私から原さんへのプレゼントです(笑)...OKかこの場で返事をして下さい」と言われた。「考える時間を下さい」という余裕もなく、奥崎が恐ろしく体が震えて止まらない。原がパッと浮かんだのは「迫ってくる奥崎の顔をカメラで撮らなくてはいけない」だったが、カメラはレンタルで高く、撮影のない日は返していたため、その日は持って来ていなかった。何とか返事を伸ばせば同じ話をカメラの前でするだろうと「恐いです。撮れる自信はありません」と言ったら、さっきまで「二度と映画をやめるなんて言いません」と言っていたのに奥崎は溜め息をついて「あー原さんは何てダメな人なんでしょう。もう映画はやめます。今まで撮影したフイルムは燃やして下さい」と言った。原は「撮るというしかない」と考え、プロデューサーに相談したら「あなたがそのシーンを撮るなら、私はこの映画を降りる。あなたが撮るかどうかを考えていること自体がおぞましい」と言われた。多くの人に相談したら、作家はタブーに踏み込むべき、という人と、その犯行に至ったかを描くのが作家の仕事だという人がいた。その一人で映画公開時には亡くなった浦山桐郎から、「奥崎のオッサンもオモロイけど、のたうち回っているキミたちを見てる方が、よっぽどオモロイで！ドキュメンタリーだから、これからのことは、どうにでも撮れる。問題は過去だ。なぜ普通の庶民が反権力の思想を獲得していったかを描くべきだ」などと助言された。結局、原も結論は出なかったが、映画は中止にならなかった。その経緯については不明。田原総一朗には「『ゆきゆきて、神軍』はタブーの世界に一歩踏み込んでいったんじゃないか」と評価してもらったが、原としては「踏み込み得たというものはない」などと話している。
撮影地は兵庫県神戸市の奥崎の自宅兼店舗や、広島県江田島、大竹市など。1983年3月、西ニューギニアで2週間ロケが行われ、クライマックスとして、奥崎が俘虜となった集落を訪れるシーンなどが撮影されたが、帰国当日にインドネシア情報省にフィルムを没収されたため、この「ニューギニア篇」は陽の目を見なかった。その後、奥崎が逮捕、収監され、原監督は「もうダメだ」と一旦匙を投げたが、「今ある分で何とかしよう」と、1986年に改めて編集作業を行い作品を完成させた。

## 過剰なる演技
奥崎はしばしば原に対し、演出や脚本に対して要求を突きつけ、原との間でもめることが多くあった。また、カメラが回っている最中には過剰な演技をすることがあった。

### 自宅に独居房
奥崎は自宅の屋上に「独居房」を建設するアイデアを思い付いた。原もまたこのアイデアを気に入り、ラストシーンに使うことも想定した。独居房設計図の作成のために、神戸拘置所に頼み本物の独居房の寸法をはからせてもらう目的で一行は同拘置所へ向かったものの、数人の警備官と押し問答となる。奥崎は警備官らに向かって「何か出来たらやってみろ！人間の面、一人もしとらんじゃないか！天皇裕仁と同じだ、ロボットと同じだ、貴様ら。悔しかったらやってみろ！人間なら腹立ててみろ！」などと叫んだが、その後の奥崎は原に向かい「どうでしたか？私の演技は」と尋ねた後、その日は原らスタッフを自宅に泊めたため、寝不足で相当疲れがたまり、イライラをぶつけるには、彼らはちょうどいい相手ですから、などというのを聞き、原はその場に相応しくない当日の奥崎の警備官に対する発言を思い出し、それが「演技」なのだと初めて知る。その後は、この過剰な「演技」に度々悩ませられる羽目になる。

### 警視庁覆面パトカー特別出演
奥崎は山田吉太郎軍曹にニューギニア行き同行を依頼するために埼玉県深谷市へ向かうが、都内に入ると警視庁覆面パトカーが尾行した。この際、原は山田の入院する深谷赤十字病院へ着く奥崎の車のカットに覆面パトカーを"特別出演"させることを思いつく。すると奥崎はその意図を素早く察知し、自ら警視庁の覆面パトカーへ近づき、刑事に簡単に了承させた。さらに、それぞれの車の車間距離や速度、赤色灯の点灯などの要求も認められ、一同はドラマのアクションシーンのような興奮状態へ誘われた。これをきっかけとして、スタッフは刑事らと口をきき挨拶を交わすようになる。刑事らは奥崎に、親しみ溢れる対応をしていたが、原はその方が情報を得られやすいと奥崎の性格を知った上でのテクニックなのだろうと感じた。

## 配給
当初、東映に配給を依頼した。東映も「これは面白い、ウチで上映したい」と乗り気であり、洋画系での公開を考えていたとされるが、東映は当時右寄りの映画が多く、上映したら右翼団体からの妨害が予想され、東映ファンを裏切りたくないと判断し、自社での配給を断念。単館での上映を薦めた。
本作は昭和も終わろうとする1987年（昭和62年）の8月から、東京渋谷のユーロスペースで公開された。岩波ホールなども上映を検討したものの断念した結果であったが、映画館の前に行列ができ、3か月は連日立見、結局ユーロスペース単館で5400万円ほどの興行収入をあげる大ヒットとなった。バブル期も間近な日本の若い観客たちは、極論を吐き殴りかかる幽霊のような奥崎をゲラゲラ笑ったという。原は「奇矯さを認める『昭和』がまだ残っていた。ギリギリのところで奥崎さんはスーパースターになった」と評した。
映画公開中の同年9月18日は奥崎の妻・シズミの一周忌に当たり、ユーロスペースの観客および関係者に、拘留中の奥崎から贈られた虎屋の特製「神軍饅頭」（神と軍の焼印を押した2個入り）が配布された。

## 作品の評価
アメリカのマイケル・ムーア監督が「生涯観た映画の中でも最高のドキュメンタリーだ」と語っている。

### 受賞
- 日本映画監督協会新人賞
- ベルリン国際映画祭 カリガリ映画賞
- 第42回毎日映画コンクール 日本映画優秀賞、同監督賞、同録音賞
- 第12回報知映画賞 監督賞
- 日本映画ペンクラブベスト1位（日本映画部門）[15]
- 第61回キネマ旬報ベスト・テン 日本映画2位（読者選出1位、読者選出監督賞）
- 第30回ブルーリボン賞 監督賞
- 第9回ヨコハマ映画祭ベストテン1位、同監督賞
- おおさか映画祭 特別賞
- くまもと映画祭特別企画製作賞
- 映画芸術 ベストテン1位

1989年の「大アンケートによる日本映画ベスト150」（文藝春秋発表）では第40位にランキングされている。

## 備考

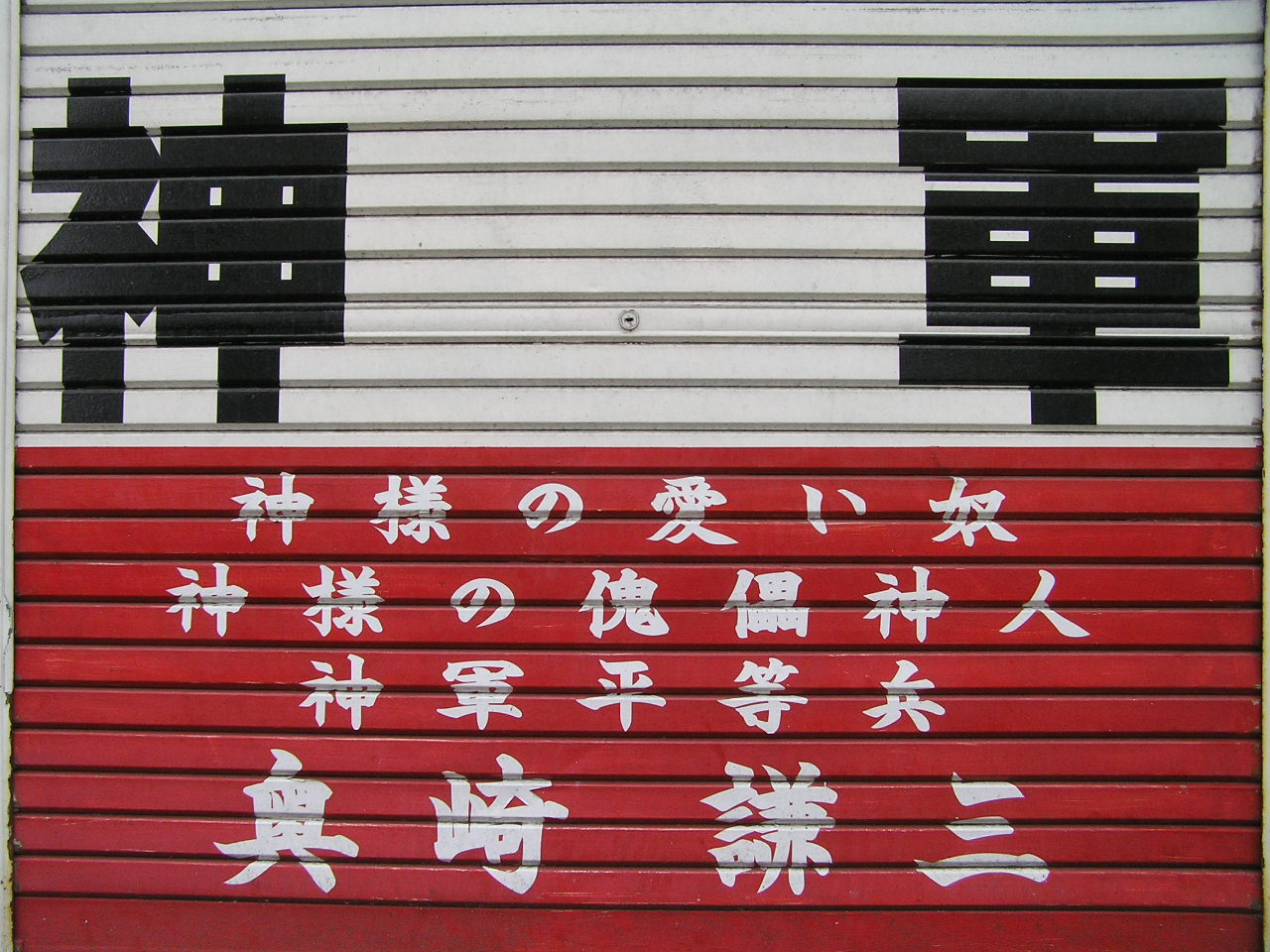
奥崎の自宅のシャッターには、本作で奥崎が名乗った「神軍平等兵」の文字が書かれていた。

公開中の1987年9月4日、広島高等裁判所における奥崎の第二回公判で本作のビデオテープが弁護側の証拠として採用され、法廷内で上映された。このとき初めて作品を鑑賞した奥崎は、原監督に「全く面白くありません」と感想を手紙で述べたという。
殺人未遂罪で起訴された奥崎は、懲役12年の実刑判決を受けて服役した。満期出所後は自らの理想郷「ゴッドワールド」構想をうち立て、1998年（平成10年）にはドキュメンタリー映画『神様の愛い奴』に出演。2005年（平成17年）に亡くなるまでアナーキストとして活動した。奥崎の死後、自宅は取り壊され2013年（平成25年）時点でコインパーキングになっていたという。

## 映像ソフト
- 1987年12月8日、ユーロスペースよりビデオ版が発売。キャッチコピーは「買わぬ借りぬは許しません」
- 2000年11月24日、パイオニアLDCよりDVD版が発売。
- 2021年12月3日、初Blu-ray化リリース。デジタルリマスターされている。通常版とBOX版「大神軍BOX」の2種同時発売。原一男監督新録オーディオコメンタリー収録。

## 関連書籍
- 原一男、疾走プロダクション『ドキュメント ゆきゆきて、神軍』現代教養文庫 社会思想社 1994年
  - 原一男、疾走プロダクション『ドキュメント ゆきゆきて、神軍［増補版］』 皓星社 2018年 ISBN 9784774406572